# Texas Adios
Pour plus de détails, voir Fiche technique et Distribution.
Texas Adios (titre original : Texas, addio) est un film italo-espagnol de Ferdinando Baldi, sorti en 1966.

## Synopsis
Voulant se venger de Delgado qui a tué leur père, Burt Sullivan et son frère Jim quittent le Texas pour parcourir le Mexique. Les deux hommes retrouvent Delgado qui est devenu un riche et puissant propriétaire foncier. Mais la découverte d'un secret familial calme soudainement leur désir de vengeance.

## Fiche technique
- Titre original italien : Texas, addio
- Titre espagnol : Adios, Texas[1]
- Réalisation : Ferdinando Baldi, assisté de Renzo Rossellini
- Scénario : Ferdinando Baldi et Franco Rossetti
- Directeur de la photographie : Enzo Barboni
- Montage : Sergio Montanari
- Musique : Anton Abril, chanson interprétée par Don Powell
- Costumes : Carlo Simi
- Production : Manolo Bolognini
- Sociétés de production : Estela Films, B.R.C. Produzione Films[1]
- Genre : Western spaghetti
- Pays :  Italie,  Espagne
- Durée : 93 minutes
- Dates de sortie :
  - Italie : 28 août 1966
  - Allemagne de l'Ouest : 17 février 1967
  - France : 20 septembre 1967[2]
  - Espagne : 8 juillet 1968

## Distribution
- Franco Nero (VF : Jean-Claude Michel) : Burt Sullivan
- Cole Kitosch (VF : Jean-Pierre Leroux) : Jim Sullivan
- Elisa Montes : la fille Mulatta
- José Guardiola (VF : Jean Amadou) : McLeod
- Livio Lorenzon (VF : André Valmy) : Alcalde Miguel
- Luigi Pistilli (VF : Raoul Guillet) : Hernandez
- Hugo Blanco (VF : Jean Lagache) : Pedro
- Gino Pernice (VF : Serge Lhorca) : l'employé de la banque
- Ivan Scratuglia (VF : Patrick Dewaere) : Dick
- José Suárez (VF : Jacques Dacqmine) : Cisco Delgado
- Remo de Angelis (VF : Serge Sauvion) : Juan
- Lucio de Santis (VF : Jacques Beauchey) : l'homme de main de McLeod
- Mario Novelli (VF : Serge Sauvion) : le chasseur de primes chassé par Sullivan

## Autour du film[3]
- C'est le premier western réalisé par Ferdinando Baldi, jusque-là cantonné aux péplums.
- Le film reprend le même concept que Le Temps du massacre, tourné peu avant : Un secret familial qui tourne au drame.
- Franco Nero assure lui-même ses cascades dans le film. Par la suite, l'acteur était parti pour Hollywood pour tourner Camelot et n'a pas cessé de recevoir des appels de personnes s'inquiétant de savoir s'il ne s'est pas trop dépensé sur une scène.
- Contrairement à Django et Le Temps du massacre qui dépeignent un aspect baroque et violent du western italien, Texas Adios bénéficie d'un aspect plus classique rappelant plus les westerns américains. Franco Nero a même affirmé que c'était une de ses meilleures prestations au point de se comparer à Gary Cooper dans Le Train sifflera trois fois.